# Valle de Atemajac

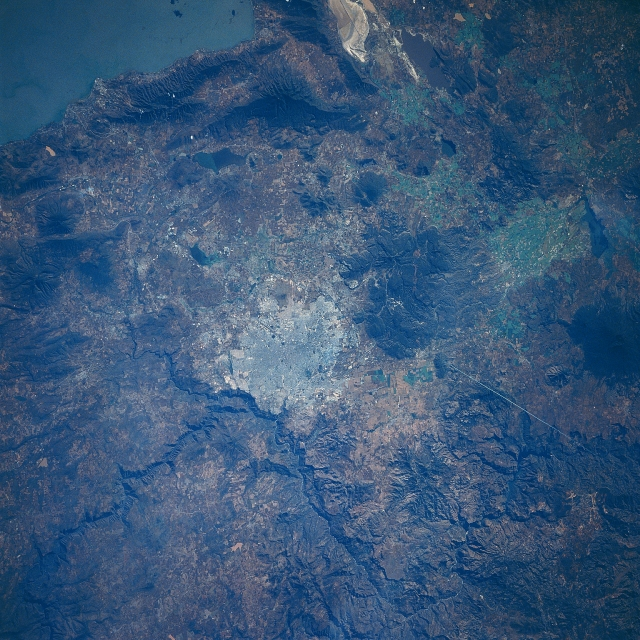
Vista satelital del valle de Atemajac, donde se encuentra la Zona metropolitana de Guadalajara. El norte se encuentra debajo y en la parte superior-izquierda de la imagen se encuentra el Lago de Chapala.

El valle de Atemajac es el nombre del valle situado en el Eje Neovolcánico donde se fundó la ciudad de Guadalajara en el siglo XVI. Atemajac significa piedra que bifurca el agua o lugar donde el agua se bifurca, proviene de la palabra náhuatl Atemaxaque, la cual se desprende de las raíces atl (agua), tetl (piedra o cerro) y maxatli (bifurcar). Actualmente la mayor parte del valle se encuentra urbanizada, formando la zona metropolitana de Guadalajara. Antiguamente el río San Juan de Dios atravesaba la parte central de la actual mancha urbana, corriendo desde el parque Agua Azul y desembocando en la barranca de Huentitán.
El valle se encuentra rodeado de cerros: al oeste la Sierra Primavera, al este y al sur el eje neovolcánico y al norte la barranca de Huentitán. No presenta una profundidad demasiado pronunciada. Tiene forma de un llano y se encuentra entre 1530 a 1550 metros sobre el nivel del mar.

## Suelo
El suelo es en su mayoría de origen volcánico de la era Cenozoica del periodo Cuaternario, que compone el 96,31% del municipio, en menor medida del periodo Terciario que compone el 6,39% del municipio. El tipo de suelo es Regosol eútrico y Feozem háplico; y como suelo asociado se encuentra el Luvisol crómico. El subsuelo pertenece al período Terciario y cuaternario, y se compone de rocas sedimentarias, rocas ígneas, extrusivas, riolita, andesita, basalto, toba y brecha volcánica. La mayor parte del suelo tiene uso urbano.
- Aspectos económicos

La tenencia de la tierra en su mayoría es propiedad privada. En el municipio de Guadalajara, actualmente no existen terrenos en los que el uso del suelo sea agrícola específicamente, aunque en otros municipios aledaños existen zonas en las cuales se puede practicar la agricultura.
- Sismicidad y desgaste del suelo

La actividad sísmica va de moderada a intensa. El volcán más cercano es el volcán de la Primavera (en actividad) y uno extinto, llamado Cerro del Colli (se pronuncia coli), un cerro de roca caliza, blancuzca (de allí su nombre, que en nahuatl significa 'cano' o 'abuelo') con forma de Ayers Rock. Debido a la fuerte erosión interna en el subsuelo, provocado por la explotación excesiva de los mantos acuíferos, al noroeste se han formado grietas de 2 m de profundidad y varios metros de largo; estudios de la Universidad de Guadalajara sugieren que estas formaciones pertenecen a una falla en proceso formativo.

## Fisiografía
En general el perfil del valle es plano con algunas ondulaciones, seguidas de pequeñas planicies y luego más alturas pequeñas. Se compone principalmente de Lomeríos con Cañadas (92,24%), Cañón (4,99%), Sierra (2,07%). El valle se localiza sobre el Eje Neovolcánico, lo que puede explicar la presencia de diversos conos volcánicos cercanos a la ciudad. Al norte se localiza la Barranca de Huentitán; al oeste se encuentra la Sierra Primavera, al este y al sur por el Eje Neovolcánico. En la denominada vulgarmente como la mancha de marginación, se encuentra el Cerro del Cuatro (20° 36′ N, 103° 22′ O) y se eleva a 1870 m s. n. m.; otras elevaciones son el Cerro del Tesoro, 1728 m s. n. m., Cerro Santa María, 1710 m s. n. m., y Cerro el Colli, 1950 m s. n. m.
| Mapa de relieve del Municipio de Guadalajara           |  |  |  |
|                                                        |  |  |  |
| Altura respecto al nivel del mar (MSNM)                |  |  |  |
| 1050 m 1150 m 1250 m 1350 m 1450 m 1550 m 1600 o más m |  |  |  |

## Hidrografía
El Valle de Atemajac se encuentra sobre la Cuenca Lerma-Santiago, en la Vertiente del Pacífico. Cruza al municipio de Guadalajara el río San Juan de Dios, que no tiene importancia agrícola ya que se encuentra entubado. Al noroeste se localiza el río Santiago que sirve de límite municipal entre los municipios de Guadalajara e Ixtlahuacán del Río; el Arroyo Atemajac que divide a Guadalajara con el municipio de Zapopan; y al noreste, lo que queda aún del arroyo de Las Fresas. Al sur del municipio, en el Parque Agua Azul, se encuentran varios manantiales de agua, ahora ya extintos. 
Los únicos cuerpos de agua cerca de la ciudad (sin pertenecer a ella) son la Laguna de Cajititlán y el Lago de Chapala.
| Mapa hidrográfico del Municipio de Guadalajara                                             |  |  |  |
|                                                                                            |  |  |  |
| Ríos y arroyos                                                                             |  |  |  |
| 1. Atemajac 2. San Juan de Dios 3. Grande de Santiago 4. San Andrés de los Caños 5. Osorio |  |  |  |

## Clima
El clima del valle es semicálido subhúmedo con lluvias en verano de humedad media (ACw1). De hecho, ha sido calificado como uno de los más benignos del mundo, debido a sus temperaturas primaverales.[cita requerida] La primavera es la estación más seca y cálida, registrándose temperaturas de hasta 35 °C (Temperatura máxima extrema de 39 °C). En verano, principalmente de mayo a octubre, se presentan fuertes tormentas acompañadas de intensa actividad eléctrica, y en ocasiones de granizo, causando inundaciones y daños en la infraestructura de la ciudad. Al llegar el otoño, las precipitaciones disminuyen dando paso a días más soleados, con densas neblinas en las áreas periféricas, y disminuye la temperatura debido a los frentes fríos que soplan del norte. En invierno no es raro que el termómetro baje de los cero grados causando ligeras heladas (Temperatura mínima extrema de -5,5 °C). Incluso se han registrado nevadas; como la tormenta de nieve que azotó Jalisco en 1997, aunque también se registró una ligera caída de aguanieve en partes altas de la ciudad el 15 de enero del 2010. Incluso se registró un tornado el 6 de septiembre de 2010.
El Clima del norte es menos cálido 
| Parámetros climáticos promedio de Guadalajara Norte                                   | Parámetros climáticos promedio de Guadalajara Norte | Parámetros climáticos promedio de Guadalajara Norte | Parámetros climáticos promedio de Guadalajara Norte | Parámetros climáticos promedio de Guadalajara Norte | Parámetros climáticos promedio de Guadalajara Norte | Parámetros climáticos promedio de Guadalajara Norte | Parámetros climáticos promedio de Guadalajara Norte | Parámetros climáticos promedio de Guadalajara Norte | Parámetros climáticos promedio de Guadalajara Norte | Parámetros climáticos promedio de Guadalajara Norte | Parámetros climáticos promedio de Guadalajara Norte | Parámetros climáticos promedio de Guadalajara Norte | Parámetros climáticos promedio de Guadalajara Norte |
| Mes                                                                                   | Ene.                                                | Feb.                                                | Mar.                                                | Abr.                                                | May.                                                | Jun.                                                | Jul.                                                | Ago.                                                | Sep.                                                | Oct.                                                | Nov.                                                | Dic.                                                | Anual                                               |
| ------------------------------------------------------------------------------------- | --------------------------------------------------- | --------------------------------------------------- | --------------------------------------------------- | --------------------------------------------------- | --------------------------------------------------- | --------------------------------------------------- | --------------------------------------------------- | --------------------------------------------------- | --------------------------------------------------- | --------------------------------------------------- | --------------------------------------------------- | --------------------------------------------------- | --------------------------------------------------- |
| Temp. máx. abs. (°C)                                                                  | 29                                                  | 32                                                  | 33                                                  | 36                                                  | 39                                                  | 37                                                  | 34                                                  | 33                                                  | 31                                                  | 31                                                  | 29                                                  | 29                                                  | 34                                                  |
| Temp. máx. media (°C)                                                                 | 22                                                  | 25                                                  | 27                                                  | 29                                                  | 31                                                  | 29                                                  | 26                                                  | 27                                                  | 26                                                  | 25                                                  | 24                                                  | 22                                                  | 27                                                  |
| Temp. mín. media (°C)                                                                 | 1                                                   | 5                                                   | 7                                                   | 10                                                  | 12                                                  | 16                                                  | 17                                                  | 17                                                  | 14                                                  | 10                                                  | 5                                                   | 2                                                   | 6                                                   |
| Temp. mín. abs. (°C)                                                                  | -4                                                  | -3                                                  | -1                                                  | 3                                                   | 6                                                   | 8                                                   | 11                                                  | 9                                                   | 5                                                   | 0                                                   | -2                                                  | -5                                                  | 1                                                   |
| Precipitación total (mm)                                                              | 18                                                  | 5                                                   | 3                                                   | 8                                                   | 33                                                  | 168                                                 | 249                                                 | 208                                                 | 156                                                 | 48                                                  | 18                                                  | 14                                                  | 1050                                                |
| Fuente: Wunderground Weather, Guadalajara, Jalisco, México, Temperatura Promedio 2009 |                                                     |                                                     |                                                     |                                                     |                                                     |                                                     |                                                     |                                                     |                                                     |                                                     |                                                     |                                                     |                                                     |

El Clima del sur es más cálido con más lluvia
| Parámetros climáticos promedio de Guadalajara Sur                                     | Parámetros climáticos promedio de Guadalajara Sur | Parámetros climáticos promedio de Guadalajara Sur | Parámetros climáticos promedio de Guadalajara Sur | Parámetros climáticos promedio de Guadalajara Sur | Parámetros climáticos promedio de Guadalajara Sur | Parámetros climáticos promedio de Guadalajara Sur | Parámetros climáticos promedio de Guadalajara Sur | Parámetros climáticos promedio de Guadalajara Sur | Parámetros climáticos promedio de Guadalajara Sur | Parámetros climáticos promedio de Guadalajara Sur | Parámetros climáticos promedio de Guadalajara Sur | Parámetros climáticos promedio de Guadalajara Sur | Parámetros climáticos promedio de Guadalajara Sur |
| Mes                                                                                   | Ene.                                              | Feb.                                              | Mar.                                              | Abr.                                              | May.                                              | Jun.                                              | Jul.                                              | Ago.                                              | Sep.                                              | Oct.                                              | Nov.                                              | Dic.                                              | Anual                                             |
| ------------------------------------------------------------------------------------- | ------------------------------------------------- | ------------------------------------------------- | ------------------------------------------------- | ------------------------------------------------- | ------------------------------------------------- | ------------------------------------------------- | ------------------------------------------------- | ------------------------------------------------- | ------------------------------------------------- | ------------------------------------------------- | ------------------------------------------------- | ------------------------------------------------- | ------------------------------------------------- |
| Temp. máx. abs. (°C)                                                                  | 30                                                | 33                                                | 35                                                | 37                                                | 40                                                | 38                                                | 35                                                | 33                                                | 34                                                | 32                                                | 30                                                | 29                                                | 35                                                |
| Temp. máx. media (°C)                                                                 | 24                                                | 26                                                | 28                                                | 31                                                | 33                                                | 30                                                | 27                                                | 27                                                | 27                                                | 26                                                | 25                                                | 23                                                | 28                                                |
| Temp. mín. media (°C)                                                                 | 4                                                 | 7                                                 | 9                                                 | 12                                                | 14                                                | 16                                                | 19                                                | 17                                                | 16                                                | 12                                                | 7                                                 | 5                                                 | 8                                                 |
| Temp. mín. abs. (°C)                                                                  | -5                                                | -2                                                | 0                                                 | 4                                                 | 7                                                 | 9                                                 | 12                                                | 10                                                | 7                                                 | 2                                                 | -1                                                | -6                                                | 1                                                 |
| Precipitación total (mm)                                                              | 21                                                | 9                                                 | 5                                                 | 11                                                | 45                                                | 180                                               | 261                                               | 223                                               | 167                                               | 55                                                | 14                                                | 15                                                | 1078                                              |
| Fuente: Wunderground Weather, Guadalajara, Jalisco, México, Temperatura Promedio 2009 |                                                   |                                                   |                                                   |                                                   |                                                   |                                                   |                                                   |                                                   |                                                   |                                                   |                                                   |                                                   |                                                   |

## Recursos naturales
La riqueza natural con que cuenta el municipio está representada por algunas zonas de bosque como la Barranca de Oblatos, Los Colomos y el Bosque de la Primavera.

### Flora
La flora la constituyen las áreas verdes que se preservan para ornato y ambientación de la ciudad. Además de la flora que se encuentra en el área de la barranca de Oblatos y en Los Colomos.
En Guadalajara se han identificado cerca de 1,000 especies de plantas, destacando las compuestas y las orquídeas terrestres, así como una gran cantidad de especies de hongos, muchos de los cuales son comestibles (Boletus sp y Lacaria sp) tan solo por citar algunos.

### Fauna

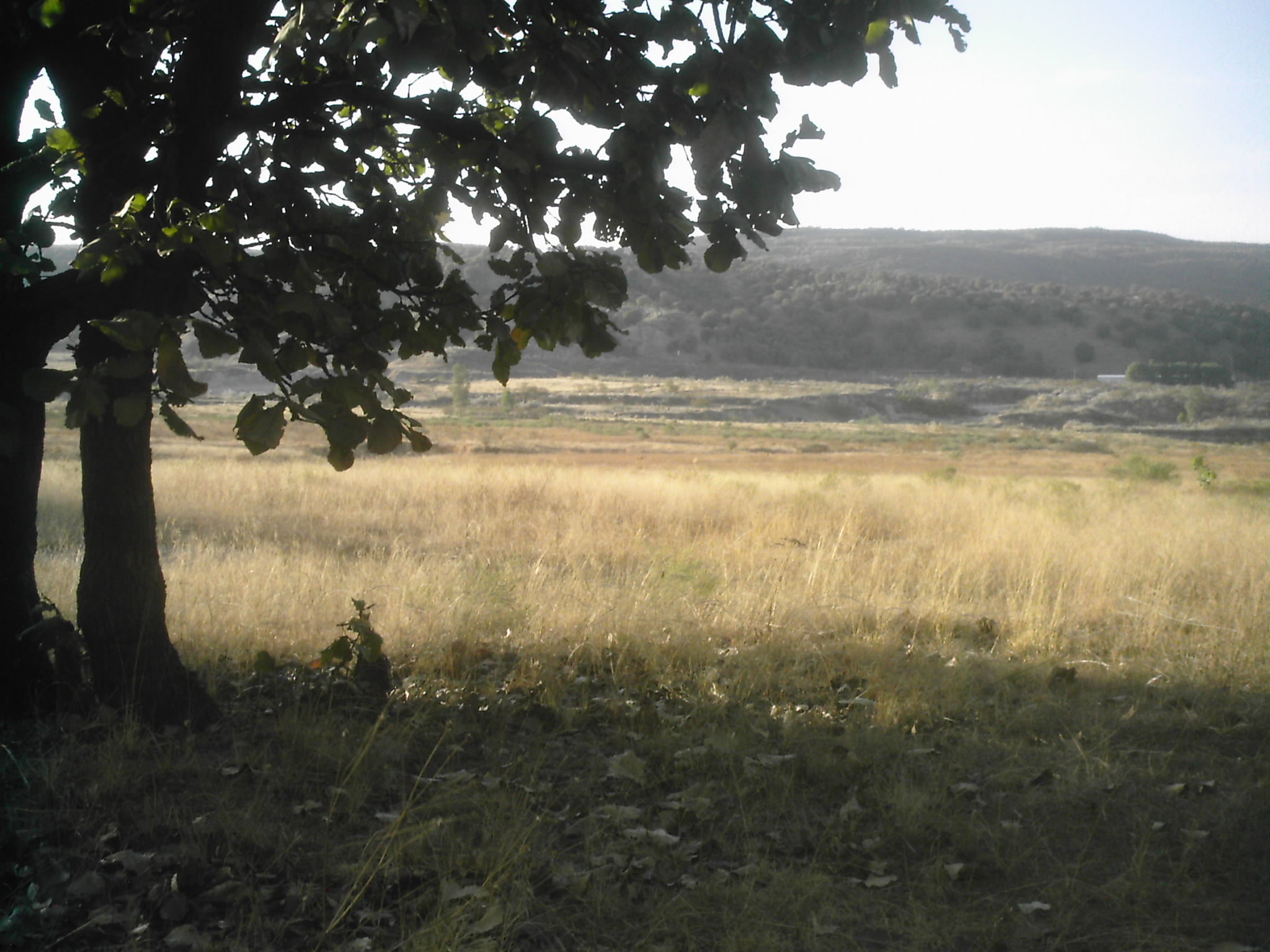
Vista desde un valle cerca del bosque de La Primavera.

El registro actual de fauna en Guadalajara incluye 106 especies, de ellas 28 son mamíferos como venado cola blanca, puma, lince, coyote, zorra gris, tejón, tlacuache, liebre, mapache y conejos. Encontramos también 19 especies de reptiles y anfibios y seis de peces, entre los que destacan los de la familia Poecilla, que viven en agua caliente, resistiendo temperaturas de hasta 45 °C y son endémicos de la zona. Se han identificado alrededor de 137 especies de aves, tanto migratorias como residentes. Así, se observan halcones, aguilillas, garzas, calandrias, tordos, codornices, búhos, correcaminos, pájaros carpinteros, especies de gorrión común y muchas más. Toda esta fauna queda resguardada en la Zona de Protección Forestal y Refugio de la Fauna Silvestre en Guadalajara. Cabe señalar que dentro de la ciudad se encuentran la típica fauna urbana, que serían animales como las palomas, gorrión común, ratas, perros, gatos, etc., así como también se encuentran el tipo de "fauna importada", que no son originarios de la región (o del país), consiguiéndose en tiendas especializadas en la fauna.